# Ichneumon spurius
Ichneumon spurius là một loài tò vò trong họ Ichneumonidae.